# Fundația Culturală Română
Fundația Culturală Română a fost înființată în 1990 de Uniunea Scriitorilor din România, cu filiale la Cluj (Centrul de Studii Transilvane) și Iași.
În anul 2003, prin reorganizarea Fundației Culturale Române și a Editurii Fundației Culturale Române, care au fost desființate, a fost înființat Institutul Cultural Român, ca instituție publică de interes național, cu personalitate juridică, dispunând de buget propriu și dotată cu institute culturale românești în străinătate.
După ce, la 17 ianuarie 2005, Augustin Buzura a fost destituit de Traian Băsescu de la conducerea Institutului Cultural Român, pe baza argumentului „Fiecare vine cu echipa lui!“, acesta a reînființat Fundația Culturală Română, ca instituție privată.
La 8 decembrie 2005 Fundația Culturală Română a relansat revista „Cultura”.